# Miguel García Granados
Pour les articles homonymes, voir Granados.
Miguel García Granados, né le 29 septembre 1809 au Puerto de Santa Maria (Espagne) et mort le 8 septembre 1878 à Guatemala (Guatemala), est un militaire et homme d'État guatémaltèque, président du Guatemala de 1871 à 1873. 

## Biographie
Sa famille s'installe en 1811 dans la capitainerie générale du Guatemala mais Miguel García Granados fait ses études à l'étranger, à New York, Philadelphie et enfin Londres, entre 1823 et 1825. Pour les Guatémaltèques, il est un libéral modéré. Il devient le leader de la révolution libérale de 1871 (es) contre le gouvernement du général Vicente Cerna. Il fait fonction de président provisoire de 1871 à 1873 après la victoire libérale. Il entreprend de développer les infrastructures du pays et met en place une Assemblée constituante en 1872. Après sa démission, Justo Rufino Barrios est élu président du Guatemala.